# Burh

Um mapa de burhs chamado no século X de Burghal Hidage

Um burh (pronunciação inglesa antiga: burx) ou burg era uma fortificação inglesa antiga ou um assentamento fortificado. No século IX, incursões e invasões dos viquingues levaram Alfredo de Wessex a desenvolver uma rede de burhs e estradas para usar contra esses atacantes.

## Fundo histórico
Os burhs foram originalmente construídos como defesas militares. De acordo com H. R. Loyn, o burh "representou apenas um palco, embora de vital importância, na evolução do bairro medieval e da cidade medieval na Inglaterra".

## Construção
Os burhs foram feitos de várias maneiras diferentes, dependendo dos materiais disponíveis localmente, e do tamanho do assentamento ou da área que se destinava a defender.